# Vytautas Janušaitis
Vytautas Janušaitis (ur. 13 października 1981 w Kownie) – litewski pływak specjalizujący się w stylu zmiennym na dystansie 200 m, brązowy medalista mistrzostw Europy, wielokrotny medalista mistrzostw Europy (basen 25 m).
Jego największym dotychczasowym sukcesem jest brązowy medal mistrzostw Europy na basenie 50 m w Eindhoven w 2008 roku na dystansie 200 m stylem zmiennym.
Trzykrotnie startował w igrzyskach olimpijskich. W 2004 roku w Atenach zajął 7. miejsce w finałowym wyścigu na swoim koronnym dystansie.